# 미샤 (피타텐)
미샤(美紗)는 《피타텐》에 등장하는 등장인물이다.

## 소개
한자로는 (美紗). 키는 164.4cm. 몸무게는 51kg. 자칭 천사인 소녀로, 코타로네 옆집으로 이사 온 이래 코타로에게 잘해주려고 여러가지로 애를 쓴다. 하지만 이런 마음과는 달리 사건들은 이상한 쪽으로 흘러 오히려 폐를 끼치게 되는 경우가 많다. 정체를 알 수는 없지만 확실히 꽃을 좋아하고 귀여운 것만은 인정할 수밖에 없는 소녀. 귀여운 외모와는 다르게 먹을 것을 좋아하는 대식가.

### 성우
C.V.：타무라 유카리 / 정미숙

### 프로필
본작의 또 다른 주인공으로 천계에서 온 견습 천사. 천사인데도 검은 옷을 입고 있을 때가 많고 다른 천사들과는 달리 인간의 눈에 보인다. 밝고 개방적인 성격으로,〈테히히~(てひひ～)〉 〈○○스(○○っス)〉등 유별난 어조로 말한다. 꽃을 좋아하고 노는 것을 좋아한다. 적대 관계의 악마인 시아와 함께 동거하는 등 천연덕스러움도 볼 수 있다.
하계에서 코타로(湖太郎)를 행복하게 하기 위해 코타로네 옆집으로 이사 온 그 이유는 과거에 만난 코타로(湖太郎)의 전생인 코타로(小太郎)를 죽게 해버린 일로부터, 환생한 그를 이번에야말로 행복하게 해주기 위해(그것이 정식 천사 승격 시험). 또, 코타로(湖太郎)와 처음 만났을 때의 대사인 "나랑 사귀어 주세요!!"와 특징적인 어조도 모두 코타로(小太郎)와 만났기 때문이다.
애니메이션 판에는 코타로의 전생과 관계되는 에피소드가 일절 없기 때문에, 미샤의 최초의 대사도 어조도 단순한 수수께끼가 되어버렸다. 또 최종회의 라스트에 "또 나랑 사귀어 주세요!!"라고 하는 대사가 있다.
원작에서는 미샤가 천사인 것은 코타로의 친구들에게는 끝까지 비밀인 채였지만 애니메이션 판 제3화에서 하늘을 나는 바람에 코타로, 코보시, 타카시 모두에게 들통나버린다. 애니메이션 판에서는 완전히 주역이며 캐스트란에도 코타로가 아닌 미샤가 맨 위에 쓰여져 있다.